# Gerhard Kirsch
Gerhard Theodor Kirsch (* 21. Juni 1890 in Wien, Österreich-Ungarn; † 15. September 1956 in Bischofshofen) war ein österreichischer Geophysiker und Kernphysiker.

## Leben
Kirsch studierte – unterbrochen vom Wehrdienst im Ersten Weltkrieg – an der Universität Wien Chemie und danach Physik und wurde 1920 promoviert. 1921 wurde er Assistent am 2. Physikalischen Institut der Universität Wien und 1925 Privatdozent. 1932 erhielt er den Titel außerordentlicher Professor. Am 21. Mai 1938 beantragte er die Aufnahme in die NSDAP und wurde rückwirkend zum 1. Mai desselben Jahres aufgenommen (Mitgliedsnummer 6.165.711). Er wurde 1938 nach dem Anschluss Österreichs und der Entlassung von  Felix Ehrenhaft kommissarisch Vorstand des 3. Physikalischen Instituts an der Universität Wien. Das Institut wurde mit dem 1. Physikalischen Institut zusammengelegt und später aufgelöst. Kirsch wurde 1941 ordentlicher Professor und Leiter des 1. Physikalischen Instituts. Außerdem leitete er die Forschungsstelle Gastein. Als Mitglied der NSDAP wurde er 1945 entlassen, was seine akademische Karriere beendete. 1947 wurde er in den Ruhestand versetzt.
1923 nahm er an der schwedischen hydrographischen Expedition in der Ostsee teil.
Kirsch veröffentlichte 1926, damals am Wiener Institut für Radioforschung, mit Hans Pettersson (1888–1966, Dozent für Ozeanographie in Göteborg) einen ersten Überblick über Atomzertrümmerung, worunter man noch vor Entdeckung der eigentlichen Kernspaltung (Otto Hahn) die Abspaltung eines Teiles eines Atomkerns oder allgemeiner eine Kernumwandlung durch Beschuss insbesondere mit Alphateilchen bezeichnete. Solche Experimente wurden zuerst 1917 von Ernest Rutherford durchgeführt, der durch Beschuss von Stickstoffkernen mit Alphateilchen das um ein Proton reichere Element Sauerstoff erzeugte und einen Wasserstoffkern (Proton) als Nebenprodukt.
Später veröffentlichte er über radioaktive Zerfallsreihen, geologische Altersbestimmung nach der Uran-Blei-Methode (Arthur Holmes) und Wärmeentwicklung im Erdinnern aufgrund von Radioaktivität (Holmes, Harold Jeffreys). Später untersuchte er die Thermalquellen in Bad Gastein, zum Beispiel auf Radioaktivität.

## Schriften
- mit Hans Pettersson: Atomzertrümmerung; Verwandlung der Elemente durch Bestrahlung mit alpha-Teilchen, Leipzig: Akademische Verlagsgesellschaft 1926
- Geologie und Radioaktivität; die radioaktiven Vorgänge als geologische Uhren und geophysikalische Energiequellen, Springer 1928
- Die Bedeutung der Radioaktivität für die Geschichte der Erde, in Geiger, Scheel,  Handbuch der Physik, Band 22, 1932
- Geomechanik: Entwurf zu einer Physik der Erdgeschichte, Leipzig: Barth 1938
- Untersuchungen über den Ursprung der Thermalquellen von Bad Gastein, Bad Gastein: Verlag der Kurverwaltung, 1939, 1950